# Überschwemmungsgebiet

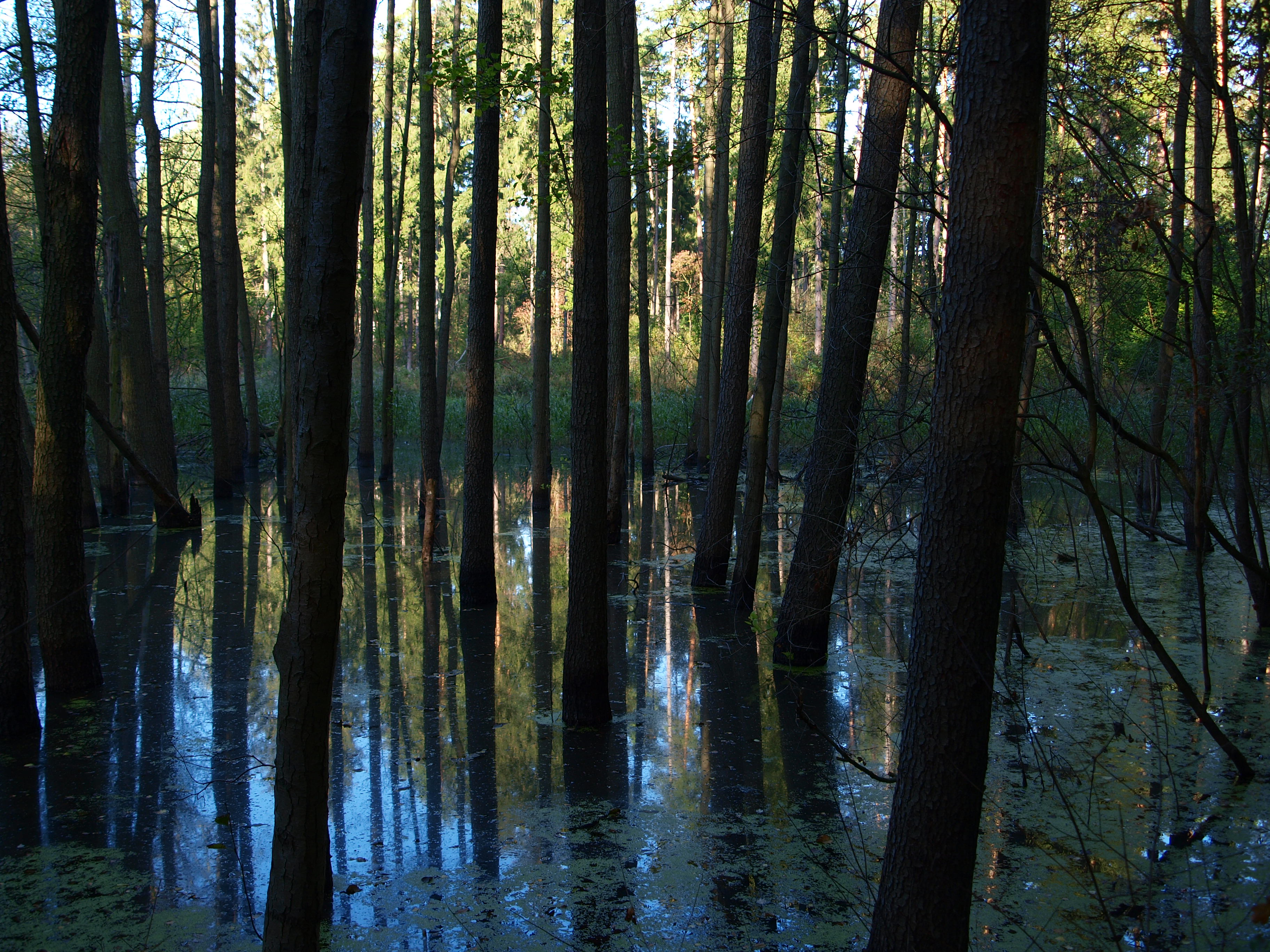
Überschwemmter Auwald

Um ein Überschwemmungsgebiet im juristischen Sinn handelt es sich nach den meisten Wassergesetzen um die Flächen, die bei extremen Hochwässern überflutet sein können. In Deutschland werden in den meisten Ländergesetzen die Flächen als Überschwemmungsgebiet ausgewiesen, die statistisch gesehen einmal in hundert Jahren überflutet sein können.
Gelegentlich werden auch Retentionsflächen, Hochwasserpolder oder Kooge als Überschwemmungsgebiet bezeichnet. Diese extra für diesen Zweck ausgewiesenen Gebiete unterliegen einer hohen Wahrscheinlichkeit, bei entsprechenden hydrologischen, Klima- bzw. Wetterbedingungen von einer Überschwemmung betroffen zu sein. In Normalzeiten können sie jedoch als Grünland, für die Forstwirtschaft oder für Erholungs- und Sportzwecke dienen. Eine Bebauung ist zu vermeiden, in Gegenden mit hohem Siedlungsdruck aber nicht immer zu verhindern.
Naturbelassene, nicht ausgebaute Flüsse und Flusslandschaften verfügen mit ihren Flussauen über ein natürliches Überschwemmungsgebiet (Inundationsgebiet), in dem die Vegetation auf temporär hohe Wasserstände vorbereitet ist. Bauliche Maßnahmen (z. B. Flussbegradigungen, Eindeichungen, Siedlungs- und Gewerbeflächen) können die Funktion dieser natürlichen Überschwemmungsgebiete beeinträchtigen oder das Fließ- und Abflussverhalten des Gewässers verändern.

## Retentionsvolumen
Da ein Hochwasservolumen, welches sich in der Flussaue ausbreiten kann, im Überschwemmungsgebiet verzögert und zwischengespeichert wird, haben Überschwemmungsgebiete auch stets eine Bedeutung für die Dämpfung (Retention) von Hochwasserwellen. Auch das im Boden vorhandene Porenvolumen kann über die Versickerung Einfluss auf das Hochwasser haben. So wird in der Regel ein im Oberlauf extremes Hochwasser weiter unterhalb deutlich vermindert eintreffen.
Je geringer das Gefälle im Gewässer, je länger die Fließstrecke und je breiter das Überschwemmungsgebiet ist, umso größer ist die Retention. Da in der Vergangenheit natürliche Überschwemmungsgebiete vom Menschen durch Flussdeiche vom Überschwemmungsgebiet abgetrennt wurden, hat sich an vielen mitteleuropäischen Flüssen das natürliche Retentionsvermögen vor allem seit Mitte des 19. Jahrhunderts vermindert. Die Schaffung von steuerbaren Hochwasserpoldern oder, bei kleineren Flüssen, von Hochwasserrückhaltebecken kann diesem Effekt entgegenwirken.

## Rechtslage
In der EU ist die Richtlinie 2007/60/EG des Europäischen Parlaments und des Rates vom 23. Oktober 2007 über die Bewertung und das Management von Hochwasserrisiken einzuhalten.
In Deutschland enthält das Wasserhaushaltsgesetz (WHG) des Bundes zwei Definitionen für Überschwemmungsgebiete:
- § 76 Abs. 1 Satz 1 WHG bestimmt Überschwemmungsgebiete aufgrund ihrer Lage: Überschwemmungsgebiete sind Gebiete zwischen oberirdischen Gewässern und Deichen oder Hochufern und sonstige Gebiete, die bei Hochwasser überschwemmt oder durchflossen oder die für Hochwasserentlastung oder Rückhaltung beansprucht werden.
- Durch § 76 Abs. 2 WHG werden die Landesregierungen ermächtigt und verpflichtet, Überschwemmungsgebiete durch Rechtsverordnung festzusetzen. Mindestens die Gebiete, in denen ein Hochwasserereignis statistisch einmal in 100 Jahren zu erwarten ist, und die zur Hochwasserentlastung und Rückhaltung beanspruchten Gebiete sind als Überschwemmungsgebiete festzusetzen. Noch nicht festgesetzte Überschwemmungsgebiete sind vorläufig zu sichern.

Das WHG sieht in § 78 nur für formal festgesetzte bzw. vorläufig gesicherte Überschwemmungsgebiete konkrete Schutzmaßnahmen vor, z. B. Bauverbote gem. § 78 Abs. 4, 5 WHG. Darüber hinaus gilt die allgemeine Sorgfaltspflicht nach § 5 Abs. 2 WHG: Jede Person, die durch Hochwasser betroffen sein kann, ist im Rahmen des ihr Möglichen und Zumutbaren verpflichtet, geeignete Vorsorgemaßnahmen zum Schutz vor nachteiligen Hochwasserfolgen und zur Schadensminderung zu treffen, insbesondere die Nutzung von Grundstücken den möglichen nachteiligen Folgen für Mensch, Umwelt oder Sachwerte durch Hochwasser anzupassen.
Aufgrund der Abweichungskompetenz in der konkurrierenden Gesetzgebung können die Länder seit dem 1. März 2010 in ihren Wassergesetzen abweichende Regelungen treffen. Bisher hat nur Bayern davon Gebrauch gemacht.